# ピエルフランコ・ヴィアネッリ
ピエルフランコ・ヴィアネッリ（Pierfranco Vianelli、1946年10月20日 - ）は、イタリア、プロヴァーリオ・ディゼーオ出身の元自転車競技（ロードレース）選手。

## 経歴
1968年
- メキシコシティオリンピック
  -  個人ロードレース 優勝
  -  団体タイムトライアル 3位

1969年、プロ転向。
1971年
- ジロ・デ・イタリア 総合5位&区間1勝(第17)

1973年、引退。